# Irland Journal
Das Irland Journal (eigene Schreibweise: irland journal) war ein von 1990 bis 2019 erscheinendes deutschsprachiges Quartalsmagazin über Irland und war damit die erste deutsche Zeitschrift, die regelmäßig über Politik, Kultur, Wirtschaft und Geschichte Irlands berichtete. Von 1999 bis Ende 2002 erschienen jährlich sechs Ausgaben. Das unabhängige Magazin erschien im Christian-Ludwig-Verlag mit Sitz im nordrhein-westfälischen Moers.
Seine Berichterstattung konzentrierte sich auf die Republik Irland und Nordirland. Zu den Autoren der deutschsprachigen Nachrichten, Reportagen und Fotos gehörten Ralf Sotscheck, Paul und Sylvia Botheroyd, Dietrich Schulze-Marmeling, Hermann Rasche sowie Eva Bourke und Eoin Bourke.
Texte und Beiträge der Dichter und Schriftsteller Heinrich Böll, Maeve Binchy, Eugene McCabe oder Seamus Heaney waren ebenfalls im Irland Journal erschienen. Regelmäßige Rubriken waren neben den Reportagen u. a. „Musik aus Irland“ und „Gegenbilder“. Ein Terminkalender mit dem Titel „dialann“ informierte über Konzerte und Festivals im Bereich Folk, die in Deutschland stattfanden.